# Мосте (Коменда)
Мосте (словен. Moste) — поселення в общині Коменда, Осреднєсловенський регіон, Словенія. Висота над рівнем моря: 330,9 м.